# Fahrenheit (Toto)
Fahrenheit è il sesto album in studio dei Toto, pubblicato nel 1986 dalla Columbia Records.

## Il disco
Fahrenheit segnò l'ingresso come nuovo cantante di Joseph Williams, figlio del più noto compositore John (autore di celeberrime colonne sonore come E.T. l'Extra-Terrestre e Guerre stellari). Il singolo di maggior successo fu I'll Be Over You (nei cori spicca la voce di Michael McDonald), mentre è da segnalare la presenza di ospiti come Miles Davis (che suona la tromba in Don't Stop Me Now), Don Henley e David Sanborn. Gli altri singoli estratti furono Till the End, Without Your Love e Could This Be Love. Di quest'ultima canzone però non verrà girato il video.

## Tracce
1. Till the End (D. Paich - J. Williams) - Voce: Joseph Williams - 5:27
2. We Can Make It Tonight (J. Porcaro, J. Williams, B. Bregman) - Voce: Joseph Williams - 4:16
3. Without Your Love (D. Paich) - Voce: Steve Lukather - 4:33
4. Can't Stand It Any Longer (D. Paich, S. Lukather, J. Williams) - Voce: Joseph Williams - 4:18
5. I'll Be Over You (S. Lukather, R. Goodrum) - Voce: Steve Lukather - 3:50
6. Fahrenheit (D. Paich, J. Porcaro, J. Williams) - Voce: Joseph Williams - 4:39
7. Somewhere Tonight (J. Porcaro, D. Paich, S. Lukather) - Voce: Joseph Williams - 3:46
8. Could This Be Love (D. Paich, J. Williams) - Voce: Joseph Williams - 5:14
9. Lea (S. Porcaro) - Voce: Joseph Williams - 4:29
10. Don't Stop Me Now (S. Lukather, D. Paich) - (strumentale) - 3:05

## Formazione
- Steve Lukather - chitarra, voce
- Joseph Williams - voce
- David Paich - tastiere, voce
- Steve Porcaro - tastiere
- Mike Porcaro - basso
- Jeff Porcaro - batteria, percussioni